# 挪威廣播公司第二套節目
挪威廣播公司第二套節目（挪威語：NRK P2）是挪威廣播公司一條於1984年開播的電台頻道，最初主要播放各類輕型節目（Light Program），後來因為時任電台總監托爾·菲格萊維克（Tor Fuglevik）在1993年進行全面變革而被改為播放新聞、辯論、文化、科學和社會節目。這條頻道曾經因為努力保護新聞自由而於1999年獲得「自由文字獎」（Fritt Ords Pris），並在2017年12月13日正式終止調頻廣播，轉而純粹使用數碼聲音廣播。